# Barkeria skinneri
Barkeria skinneri är en orkidéart som först beskrevs av James Bateman och John Lindley, och fick sitt nu gällande namn av Joseph Paxton. Barkeria skinneri ingår i släktet Barkeria och familjen orkidéer. Inga underarter finns listade i Catalogue of Life.

## Bildgalleri

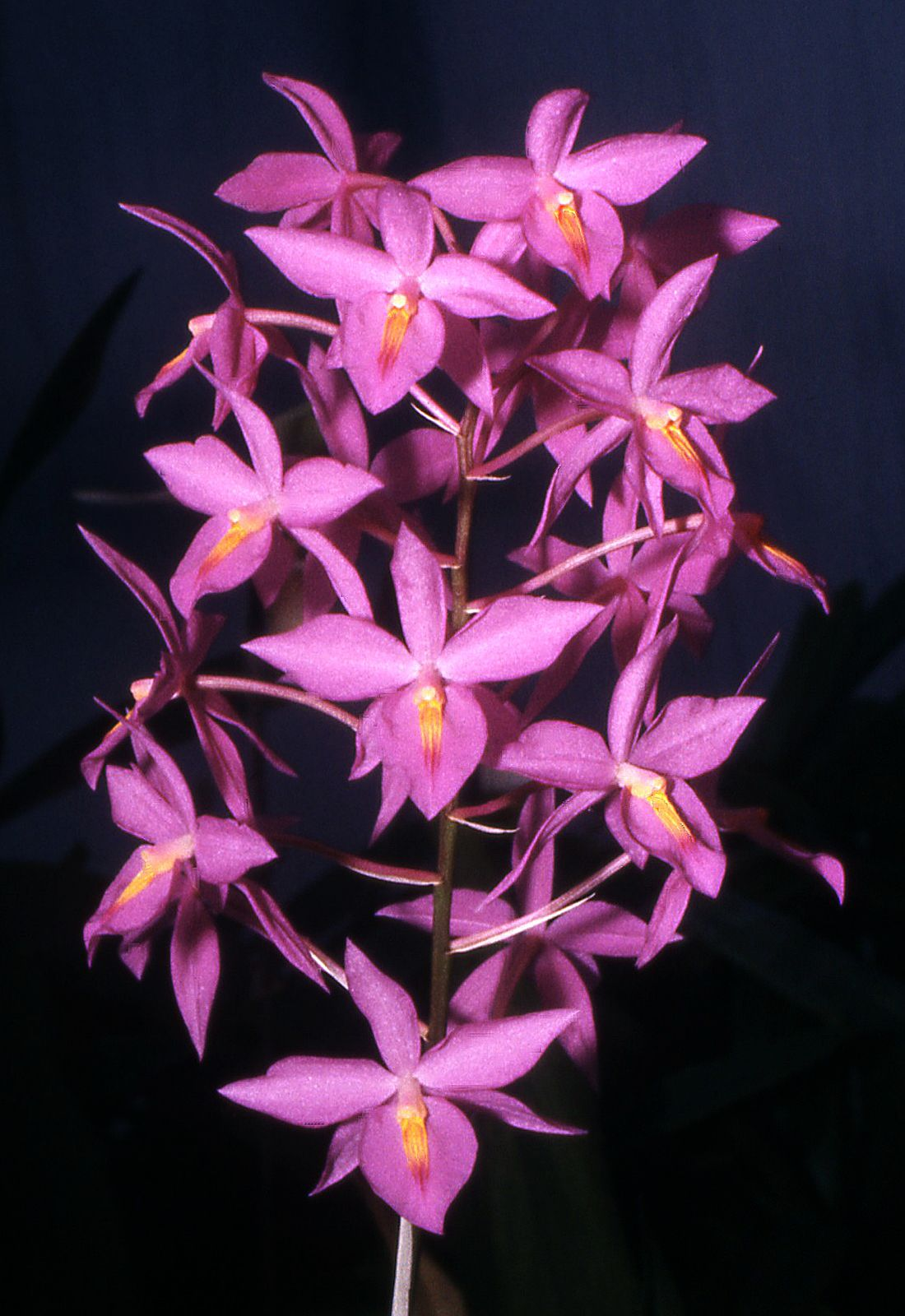
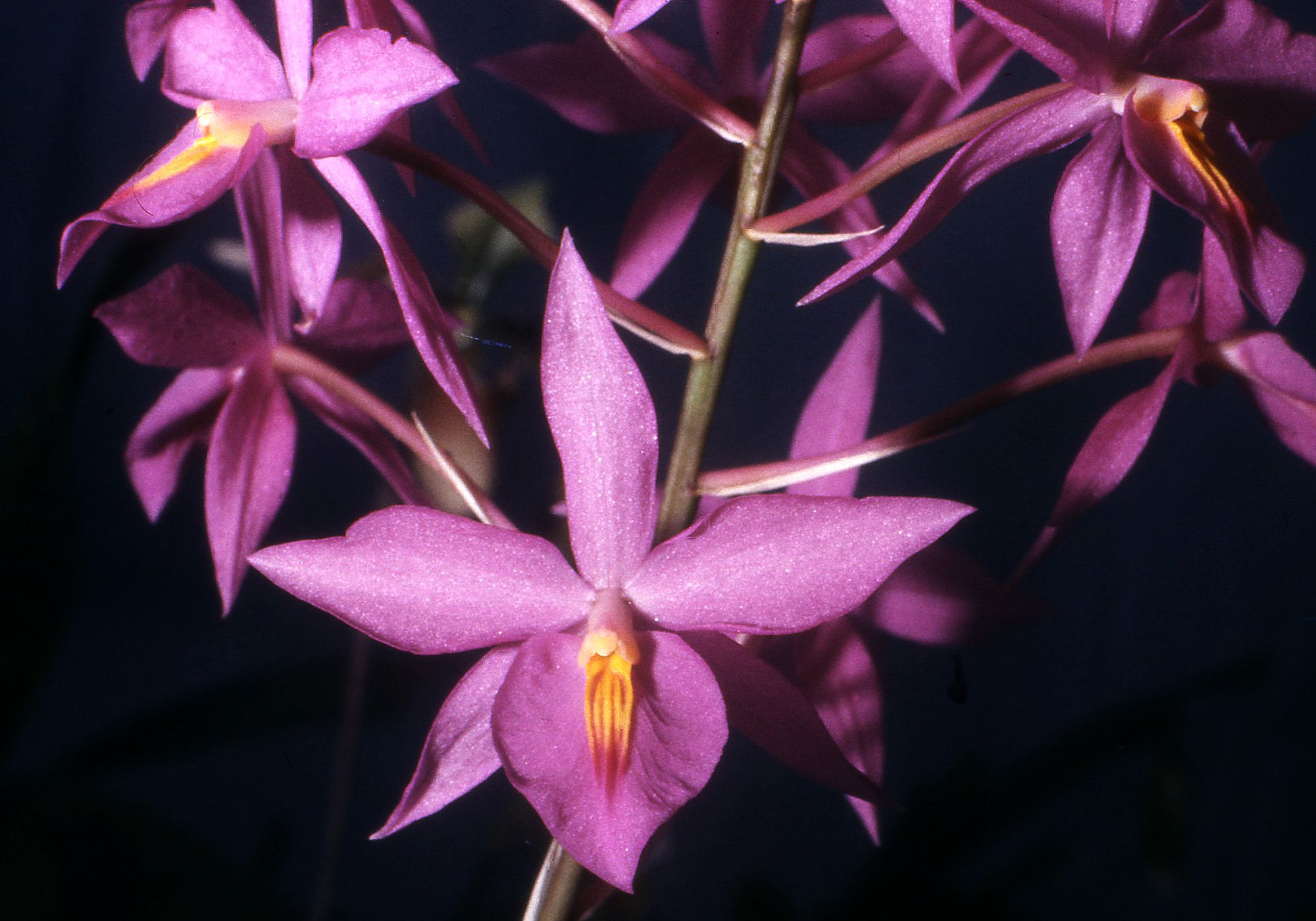
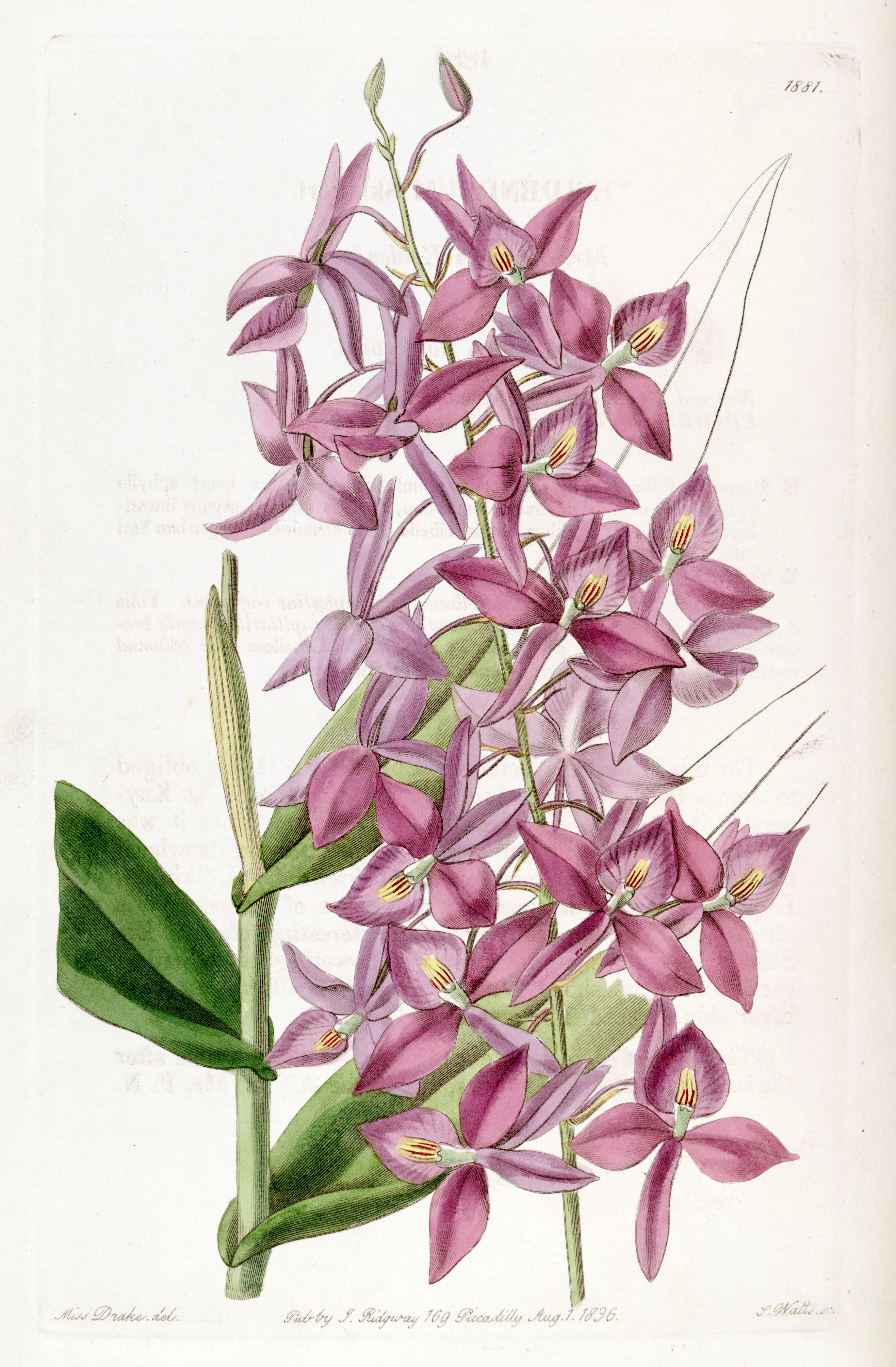
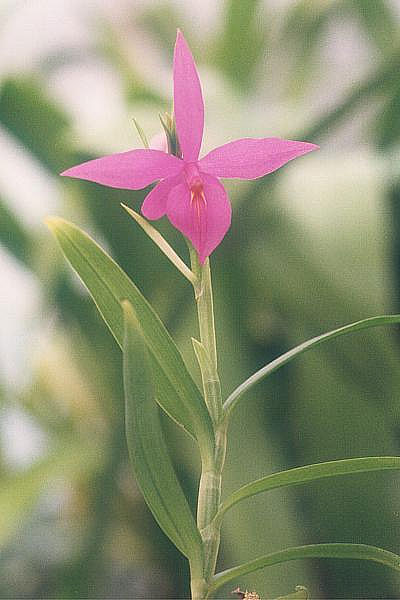
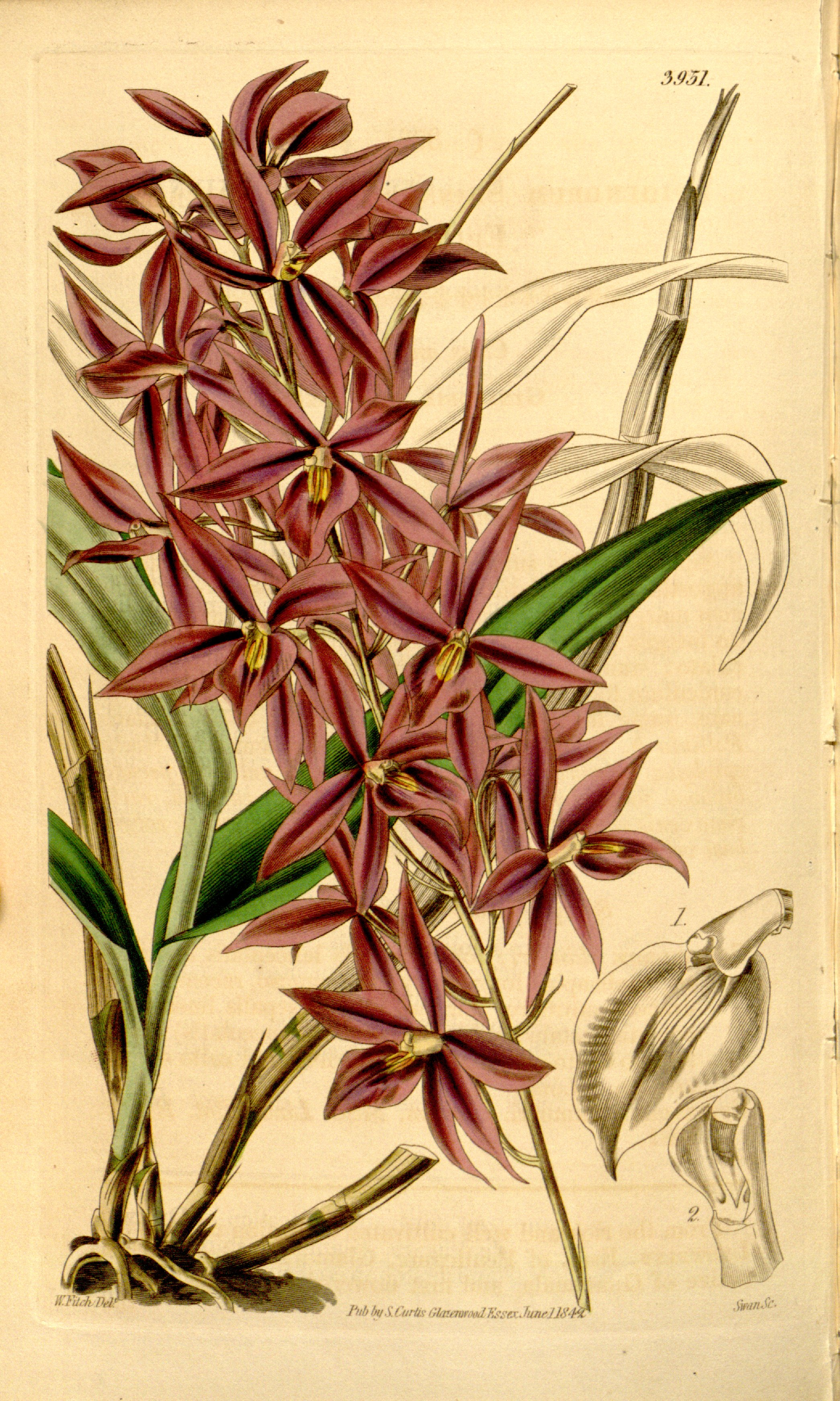
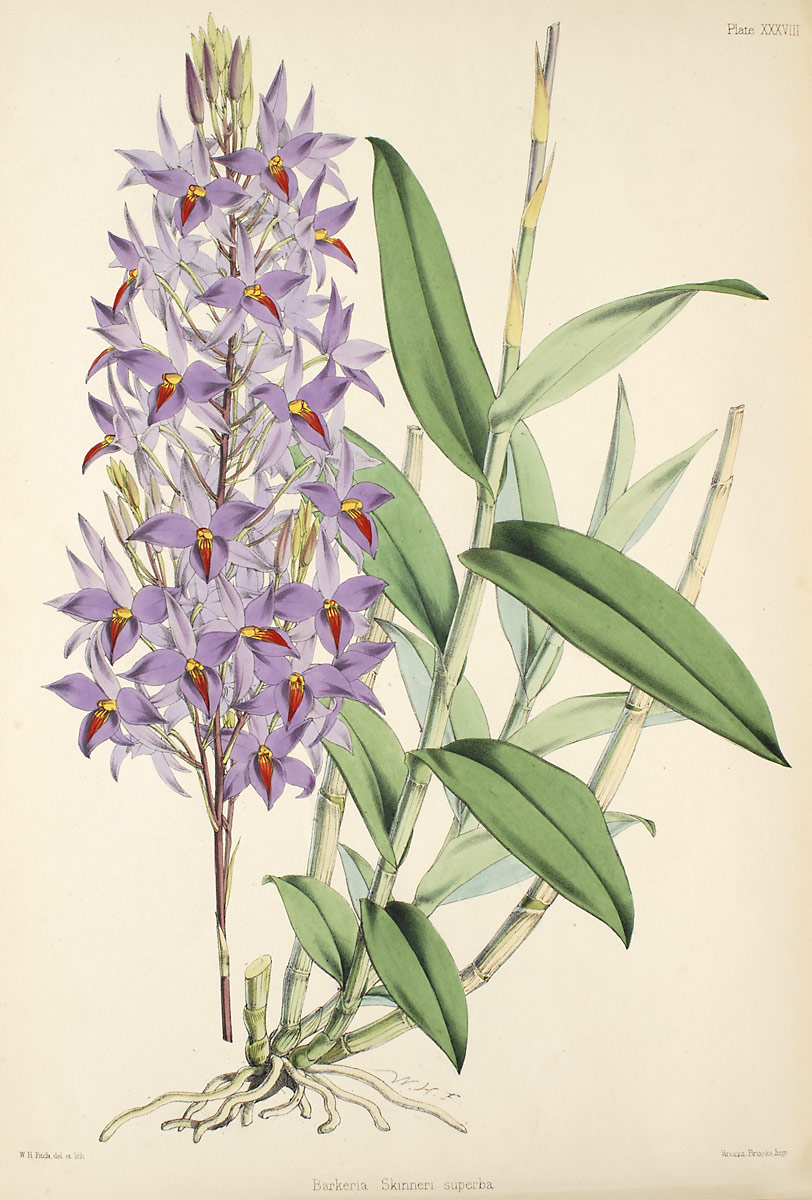